# 赫拉斯瓦爾格
赫拉斯瓦爾格或譯赫拉斯瓦爾格爾（Hræsvelgr），在北歐神話中，一隻由巨人變化而成的老鷹。他居住在天空的北端，传说全世界的风来自他的翅膀，他的名字的意思是「吞噬屍首者」（Corpse Swallower）這巨人會披上鷹羽之衣，坐落在世界極北之地，當他揮動化成鷹翼的手臂時，冷風就會呼嘯過大地。。

## 大眾文化
在日本輕小說《機巧少女不會受傷》，為大英帝國第三機巧師團師團長雷克南的自動人偶的命名，能力是操縱熱能並釋放出強力的火焰。
在日本輕小說《銃皇無盡的法夫納》中，為人類對黃龍的命名，繁體中文版之名亦取自其音譯，能力是「顯靈粒子」。
在日本遊戲 《聖劍傳說3 瑪娜試煉》中，為女主角之一莉絲新增的四階闇屬性職業的命名，繁體中文版取其意譯「亡骸吞噬者」
在电子遊戲 《战神》中，在冥界赫尔海姆作为守护者出现。
這個名字多次出現在《異度神劍》系列作品，但每次所指涉的都不相同，在《異度神劍2》裡是傭兵團據點村落的名字，《異度神劍X》則是設定集裡揭露未實裝的一款新型機偶，該機偶於2025年移植Nintendo Switch的終極版正式登場。
1. ↑  池上良太. . 奇幻基地. 2011/06/03: 132–133. ISBN 9789866275371.